# Карнейро де Мендонса, Маркос
Ма́ркос Карне́йро де Мендо́нса (порт. Marcos Carneiro de Mendonça; 25 декабря 1894, Катагуазис, штат Минас-Жерайс — 19 октября 1988, Рио-де-Жанейро) — бразильский футболист, вратарь.
Всю карьеру провёл в клубах Рио-де-Жанейро. Начинал играть в 1910 году в команде «Хаддок Лобо», на следующий год перешёл в «Америку», где провёл три года, в составе этого клуба стал победителем Лиги Кариока 1913 года. В 1914 году перешёл во «Флуминенсе», где выступал всю оставшуюся карьеру, выиграв три титула подряд в чемпионате Рио. Сыграл за «Флу» 127 матчей, пропустил в них 164 гола.
С 1914 года выступал за сборную Бразилии, став первым в её истории вратарём. 21 июля 1914 защищал ворота в матче против английского клуба «Эксетер Сити», проводившего турне по Южной Америке, это был первый матч в истории сборной, бразильцы выиграли 2:0; 20 августа того же года играл в матче с аргентинцами, проигранном его командой 0:3, то был первый матч в истории противостояния двух великих команд. 27 сентября того же года играл в матче, принёсшем команде первый титул в её истории — в матче Кубка Рока (одноматчевого бразильско-аргентинского турнира; счёт 1:0). Играл за сборную Бразилии на трёх чемпионатах Южной Америки. На первом для него ЧЮА, в 1916 году, его команда стала третьей из четырёх участвовавших в турнире, а он провёл один матч из трёх, в двух других в воротах стоял Каземиро до Амарал. На ЧЮА-1919, ставшем победным для бразильцев, где блистали Неко и Фриденрайх, он отыграл все четыре матча. На ЧЮА-1921 был резервным вратарём «селесао», дублёром Жулио Кунца, не сыграв ни одного матча. На ЧЮА-1922, последнем для него, сыграл два матча из пяти (в трёх других в воротах стоял Кунц) и выиграл свой второй титул чемпиона континента. Всего за сборную провёл 16 матчей и пропустил в них 12 голов.
По завершении футбольной карьеры стал историком. В 1941—1943 гг. являлся президентом клуба «Флуминенсе». Умер в 1988 г. в Рио.
Его дочь Барбара Элиодора (1923—2015) — театральный критик, специалист по Шекспиру, вела колонку в газете «O Globo».

## Достижения
- Чемпион штата Рио-де-Жанейро: 1913, 1917, 1918, 1919
- Чемпион Южной Америки: 1919, 1922
- Обладатель Кубка Рока: 1914